# أرسنالنا (محطة مترو)
أرسنالنا: (بالأوكرانية: Арсена́льна) هي إحدى محطات مترو كييف التي تقع ظمن محطات الخط (سفياتوشينسكو بروفارسكا) الأحمر، الخط رقم (1) تعتبر حاليًا أعمق محطة مترو أنفاق في العالم بعمق (105.5 مترًا (346 قدمًا) ويعزى ذلك إلى جغرافية مدينة كييف، منذ عام 1986 ، اعتبرت المحطة تحت تصنيف التراث المعماري المحلي رقم 187 «أرسينالنا» هي جزء من الخط الرابط بين ضفتي نهر «دنيبر» الذي يمر عبر المدينة، سميت بأسم المصنع الذي يقع على بعد بضعة أمتار منها، والذي كان مسؤولا أثناء الحرب العالمية الثانية عن إنتاج أسلحة للجيش الأحمر في الاتحاد السوفيتي. يعود السبب في العمق الكبير لعدة محطات مترو كييف لانها صُممت لاستخدامها كملاذ آمن في حالة وقوع هجوم أو كارثة نووية، بالإضافة إلى أن درجة الحرارة داخلها تظل ثابتة طوال العام